# Robert Ivanov
Robert Ivanov (Helsinki, 19 settembre 1994) è un calciatore finlandese, difensore dell'Asteras Tripolīs e della nazionale finlandese.

## Caratteristiche tecniche
È un difensore centrale, ma in passato è stato impiegato anche come mediano.

## Carriera

### Club

#### Gli inizi
Cresciuto nel PK-35 Vantaa, all'età di diciotto anni passa all'LPS, squadra di divisione inferiore finlandese. Dopo aver collezionato 8 presenze con i biancoverdi viene acquistato dal Myllypuro, militante in terza divisione. Qua resta per due stagioni, realizzando anche due reti nelle quattordici presenze totali.
Il 1 gennaio 2015 viene acquistato dal Viikingit, anch'essa militante nella terza divisione finlandese. Con i biancorossi realizza tre reti in diciannove gare.

#### L'Honka
L'8 marzo 2016 viene acquistato dall'Honka. Con i gialloneri, Ivanov vive da protagonista la grande scalata verso la Veikkausliiga. Nel giro di due anni, infatti, partecipa alla promozione in seconda e in prima divisione, dove debutta nel 2018. Alla sua prima stagione nel massimo campionato finlandese mette a segno persino tre reti, in trenta gare disputate. Resta un'altra stagione e mezzo, dove ha anche l'occasione di debuttare nei turni preliminari di UEFA Europa League.

#### L'approdo in Polonia
Il 1 settembre 2020 passa al Warta Poznań, squadra di massima serie polacca. Con gli zieloni esordisce il 19 ottobre seguente, disputando da titolare la gara vinta dai suoi contro il Podbeskidzie Bielsko-Biała. Dopo un inizio in cui si ritrova a fare panchina alla coppia Kieliba-Ławniczak, si ritaglia sempre di più un ruolo in prima squadra, diventando titolare a seguito dell'infortunio del primo. Conclude la sua prima stagione all'estero con ventidue presenze all'attivo, ottenendo valutazioni molto positive da parte degli addetti ai lavori.

### Nazionale
L'8 gennaio 2019 ha esordito con la nazionale finlandese disputando l'amichevole contro la Svezia.
Il 1º giugno 2021 entra a far parte del gruppo convocato dal CT Markku Kanerva per EURO 2020, dove tuttavia non gioca neanche una gara.

## Statistiche

### Presenze e reti nei club
Statistiche aggiornate al 10 maggio 2022.
| Stagione        | Squadra         | Campionato      | Campionato | Campionato | Coppe nazionali | Coppe nazionali | Coppe nazionali | Coppe continentali | Coppe continentali | Coppe continentali | Altre coppe | Altre coppe | Altre coppe | Totale | Totale |
| Stagione        | Squadra         | Comp            | Pres       | Reti       | Comp            | Pres            | Reti            | Comp               | Pres               | Reti               | Comp        | Pres        | Reti        | Pres   | Reti   |
| --------------- | --------------- | --------------- | ---------- | ---------- | --------------- | --------------- | --------------- | ------------------ | ------------------ | ------------------ | ----------- | ----------- | ----------- | ------ | ------ |
| 2014            | Myllypuro       | K               | 6          | 1          | -               | -               | -               | -                  | -                  | -                  | -           | -           | -           | 6      | 1      |
| 2015            | Viikingit       | K               | 19         | 3          | SC              | 1               | 0               | -                  | -                  | -                  | -           | -           | -           | 20     | 3      |
| 2016            | Honka           | K               | 20+2       | 4+1        | SC              | 4               | 0               | -                  | -                  | -                  | -           | -           | -           | 26     | 5      |
| 2017            | Honka           | Y               | 22+2       | 3          | SC              | 6               | 3               | -                  | -                  | -                  | -           | -           | -           | 30     | 6      |
| 2018            | Honka           | V               | 30         | 3          | SC              | 7               | 1               | -                  | -                  | -                  | -           | -           | -           | 37     | 4      |
| 2019            | Honka           | V               | 22+5+2     | 1+1+0      | SC              | 7               | 1               | -                  | -                  | -                  | -           | -           | -           | 36     | 3      |
| 2020            | Honka           | V               | 10         | 0          | SC              | 6               | 0               | UEL                | 1                  | 0                  | -           | -           | -           | 17     | 0      |
| Totale Honka    | Totale Honka    | Totale Honka    | 104+11     | 11+3       |                 | 30              | 5               |                    | 1                  | 0                  |             | -           | -           | 145    | 19     |
| 2020-2021       | Warta Poznań    | E               | 22         | 0          | PP              | 1               | 0               | -                  | -                  | -                  | -           | -           | -           | 23     | 0      |
| 2021-2022       | Warta Poznań    | E               | 31         | 1          | PP              | 1               | 0               | -                  | -                  | -                  | -           | -           | -           | 32     | 1      |
| Totale carriera | Totale carriera | Totale carriera | 190        | 18         |                 | 33              | 5               |                    | 1                  | 0                  |             | -           | -           | 227    | 23     |

### Cronologia presenze e reti in nazionale
| Cronologia completa delle presenze e delle reti in nazionale ― Finlandia | Cronologia completa delle presenze e delle reti in nazionale ― Finlandia | Cronologia completa delle presenze e delle reti in nazionale ― Finlandia | Cronologia completa delle presenze e delle reti in nazionale ― Finlandia | Cronologia completa delle presenze e delle reti in nazionale ― Finlandia | Cronologia completa delle presenze e delle reti in nazionale ― Finlandia | Cronologia completa delle presenze e delle reti in nazionale ― Finlandia | Cronologia completa delle presenze e delle reti in nazionale ― Finlandia |
| Data                                                                     | Città                                                                    | In casa                                                                  | Risultato                                                                | Ospiti                                                                   | Competizione                                                             | Reti                                                                     | Note                                                                     |
| ------------------------------------------------------------------------ | ------------------------------------------------------------------------ | ------------------------------------------------------------------------ | ------------------------------------------------------------------------ | ------------------------------------------------------------------------ | ------------------------------------------------------------------------ | ------------------------------------------------------------------------ | ------------------------------------------------------------------------ |
| 8-1-2019                                                                 | Doha                                                                     | Svezia                                                                   | 0 – 1                                                                    | Finlandia                                                                | Amichevole                                                               | -                                                                        | 85’                                                                      |
| 11-1-2019                                                                | Doha                                                                     | Finlandia                                                                | 1 – 2                                                                    | Estonia                                                                  | Amichevole                                                               | -                                                                        |                                                                          |
| 31-3-2021                                                                | San Gallo                                                                | Svizzera                                                                 | 3 – 2                                                                    | Finlandia                                                                | Amichevole                                                               | -                                                                        |                                                                          |
| 29-5-2021                                                                | Stoccolma                                                                | Svezia                                                                   | 2 – 0                                                                    | Finlandia                                                                | Amichevole                                                               | -                                                                        |                                                                          |
| 1-9-2021                                                                 | Helsinki                                                                 | Finlandia                                                                | 0 – 0                                                                    | Galles                                                                   | Amichevole                                                               | -                                                                        |                                                                          |
| 12-10-2021                                                               | Astana                                                                   | Kazakistan                                                               | 0 – 2                                                                    | Finlandia                                                                | Qual. Mondiali 2022                                                      | -                                                                        | 36’                                                                      |
| 13-11-2021                                                               | Zenica                                                                   | Bosnia ed Erzegovina                                                     | 1 – 3                                                                    | Finlandia                                                                | Qual. Mondiali 2022                                                      | -                                                                        | 80’                                                                      |
| 16-11-2021                                                               | Helsinki                                                                 | Finlandia                                                                | 0 – 2                                                                    | Francia                                                                  | Qual. Mondiali 2022                                                      | -                                                                        |                                                                          |
| 29-3-2022                                                                | Murcia                                                                   | Finlandia                                                                | 0 – 2                                                                    | Slovacchia                                                               | Amichevole                                                               | -                                                                        |                                                                          |
| 4-6-2022                                                                 | Helsinki                                                                 | Finlandia                                                                | 1 – 1                                                                    | Bosnia ed Erzegovina                                                     | UEFA Nations League 2022-2023                                            | -                                                                        | 4’                                                                       |
| 7-6-2022                                                                 | Helsinki                                                                 | Finlandia                                                                | 2 – 0                                                                    | Montenegro                                                               | UEFA Nations League 2022-2023                                            | -                                                                        |                                                                          |
| 11-6-2022                                                                | Bucarest                                                                 | Romania                                                                  | 1 – 0                                                                    | Finlandia                                                                | UEFA Nations League 2022-2023                                            | -                                                                        |                                                                          |
| 14-6-2022                                                                | Zenica                                                                   | Bosnia ed Erzegovina                                                     | 3 – 2                                                                    | Finlandia                                                                | UEFA Nations League 2022-2023                                            | -                                                                        | 45’                                                                      |
| 23-9-2022                                                                | Helsinki                                                                 | Finlandia                                                                | 1 – 1                                                                    | Romania                                                                  | UEFA Nations League 2022-2023                                            | -                                                                        |                                                                          |
| 26-9-2022                                                                | Podgorica                                                                | Montenegro                                                               | 0 – 2                                                                    | Finlandia                                                                | UEFA Nations League 2022-2023                                            | -                                                                        |                                                                          |
| 17-11-2022                                                               | Skopje                                                                   | Macedonia del Nord                                                       | 1 – 1                                                                    | Finlandia                                                                | Amichevole                                                               | -                                                                        |                                                                          |
| 20-11-2022                                                               | Oslo                                                                     | Norvegia                                                                 | 1 – 1                                                                    | Finlandia                                                                | Amichevole                                                               | -                                                                        | 80’                                                                      |
| 9-1-2023                                                                 | Faro                                                                     | Svezia                                                                   | 2 – 0                                                                    | Finlandia                                                                | Amichevole                                                               | -                                                                        | 29’                                                                      |
| 23-3-2023                                                                | Copenaghen                                                               | Danimarca                                                                | 3 – 1                                                                    | Finlandia                                                                | Qual. Euro 2024                                                          | -                                                                        |                                                                          |
| 26-3-2023                                                                | Belfast                                                                  | Irlanda del Nord                                                         | 0 – 1                                                                    | Finlandia                                                                | Qual. Euro 2024                                                          | -                                                                        |                                                                          |
| 16-6-2023                                                                | Helsinki                                                                 | Finlandia                                                                | 2 – 0                                                                    | Slovenia                                                                 | Qual. Euro 2024                                                          | -                                                                        |                                                                          |
| 19-6-2023                                                                | Helsinki                                                                 | Finlandia                                                                | 6 – 0                                                                    | San Marino                                                               | Qual. Euro 2024                                                          | -                                                                        |                                                                          |
| 7-9-2023                                                                 | Astana                                                                   | Kazakistan                                                               | 0 – 1                                                                    | Finlandia                                                                | Qual. Euro 2024                                                          | -                                                                        |                                                                          |
| 10-9-2023                                                                | Helsinki                                                                 | Finlandia                                                                | 0 – 1                                                                    | Danimarca                                                                | Qual. Euro 2024                                                          | -                                                                        | 18’                                                                      |
| 14-10-2023                                                               | Lubiana                                                                  | Slovenia                                                                 | 3 – 0                                                                    | Finlandia                                                                | Qual. Euro 2024                                                          | -                                                                        | 77’                                                                      |
| 17-10-2023                                                               | Helsinki                                                                 | Finlandia                                                                | 1 – 2                                                                    | Kazakistan                                                               | Qual. Euro 2024                                                          | -                                                                        |                                                                          |
| 17-11-2023                                                               | Helsinki                                                                 | Finlandia                                                                | 4 – 0                                                                    | Irlanda del Nord                                                         | Qual. Euro 2024                                                          | -                                                                        |                                                                          |
| 21-3-2024                                                                | Cardiff                                                                  | Galles                                                                   | 4 – 1                                                                    | Finlandia                                                                | Qual. Euro 2024                                                          | -                                                                        |                                                                          |
| 4-6-2024                                                                 | Lisbona                                                                  | Portogallo                                                               | 4 – 2                                                                    | Finlandia                                                                | Amichevole                                                               | -                                                                        |                                                                          |
| 7-9-2024                                                                 | Il Pireo                                                                 | Grecia                                                                   | 3 – 0                                                                    | Finlandia                                                                | UEFA Nations League 2024-2025 - 1º turno                                 | -                                                                        |                                                                          |
| 10-9-2024                                                                | Londra                                                                   | Inghilterra                                                              | 2 – 0                                                                    | Finlandia                                                                | UEFA Nations League 2024-2025 - 1º turno                                 | -                                                                        |                                                                          |
| 10-10-2024                                                               | Helsinki                                                                 | Finlandia                                                                | 1 – 2                                                                    | Irlanda                                                                  | UEFA Nations League 2024-2025 - 1º turno                                 | -                                                                        |                                                                          |
| 13-10-2024                                                               | Helsinki                                                                 | Finlandia                                                                | 1 – 3                                                                    | Inghilterra                                                              | UEFA Nations League 2024-2025 - 1º turno                                 | -                                                                        |                                                                          |
| 14-11-2024                                                               | Dublino                                                                  | Irlanda                                                                  | 1 – 0                                                                    | Finlandia                                                                | UEFA Nations League 2024-2025 - 1º turno                                 | -                                                                        |                                                                          |
| 17-11-2024                                                               | Helsinki                                                                 | Finlandia                                                                | 0 – 2                                                                    | Grecia                                                                   | UEFA Nations League 2024-2025 - 1º turno                                 | -                                                                        | 59’                                                                      |
| 21-3-2025                                                                | Ta' Qali                                                                 | Malta                                                                    | 0 – 1                                                                    | Finlandia                                                                | Qual. Mondiali 2026                                                      | -                                                                        |                                                                          |
| 24-3-2025                                                                | Kaunas                                                                   | Lituania                                                                 | 2 – 2                                                                    | Finlandia                                                                | Qual. Mondiali 2026                                                      | -                                                                        | 45’                                                                      |
| 7-6-2025                                                                 | Helsinki                                                                 | Finlandia                                                                | 0 – 2                                                                    | Paesi Bassi                                                              | Qual. Mondiali 2026                                                      | -                                                                        | 76’                                                                      |
| 10-6-2025                                                                | Helsinki                                                                 | Finlandia                                                                | 2 – 1                                                                    | Polonia                                                                  | Qual. Mondiali 2026                                                      | -                                                                        | 86’                                                                      |
| Totale                                                                   |                                                                          | Presenze                                                                 | 39                                                                       |                                                                          | Reti                                                                     | 0                                                                        |                                                                          |

## Palmarès

### Club

#### Competizioni nazionali
- Kakkonen: 1

Honka: 2016